# Colombia en los Juegos Panamericanos Juveniles de 2021
Colombia fue uno de los 41 países que participó en los Juegos Panamericanos Juveniles de 2021 en la ciudad de Cali, Colombia.

## Medallero
- Actualizado al 5 de diciembre de 2021.[1]

Los siguientes competidores colombianos ganaron medallas en los juegos. 
| Deporte               |    |    |    | Total |
| Atletismo             | 2  | 3  | 2  | 7     |
| Baloncesto 3x3        | 1  | 0  | 0  | 1     |
| Béisbol               | 1  | 0  | 0  | 1     |
| Bolos                 | 1  | 1  | 2  | 4     |
| Boxeo                 | 3  | 2  | 6  | 11    |
| Canotaje              | 0  | 0  | 1  | 1     |
| Ciclismo BMX          | 1  | 0  | 1  | 2     |
| Ciclismo en pista     | 10 | 3  | 0  | 13    |
| Ciclismo de montaña   | 1  | 2  | 0  | 3     |
| Ciclismo en ruta      | 0  | 0  | 0  | 0     |
| Clavados              | 0  | 1  | 1  | 2     |
| Halterofilia          | 7  | 1  | 1  | 9     |
| Gimnasia artística    | 0  | 0  | 2  | 2     |
| Judo                  | 0  | 0  | 4  | 4     |
| Natación              | 3  | 5  | 12 | 20    |
| Patinaje de velocidad | 6  | 0  | 1  | 7     |
| Skateboarding         | 0  | 0  | 1  | 1     |
| Squash                | 1  | 4  | 1  | 6     |
| Taekwondo             | 1  | 0  | 1  | 2     |
| Tiro con arco         | 0  | 3  | 2  | 5     |
| Total                 | 48 | 34 | 63 | 145   |

### Atletismo
- 4x100m relevos - Femenina
- Jennifer Laritza Rodríguez Carvajal - Salto de altura - Femenina
- Neiker Jesus Abello Sánchez - 100m - Masculina
- Ronald Eduardo Grueso Mosquera - Lanzamiento de bala - Masculina
- Natalia Carolina Linares González - Salto de longitud - Femenina
- Natalia Carolina Linares González -
- Jhon Andrés Berrio Andrés - Salto de longitud - Masculina

### Baloncesto 3x3
- 3x3 equipos - Femenina

### Béisbol
- Equipos - Masculina

### Bolos
- Dobles Masculino
- Sara Duque Jiménez - Individual - Femenina
- Dobles Femenina
- Felipe Gil Avendaño - Individual - Masculina

### Boxeo
- Marlon Andrés Hurtado Colorado - 	+91kg - Masculina
- Camila Gabriela Camilo Bravo - 57 - 60kg - Femenina
- Carlos Alfonso Utria López - 63kg - Masculina
- Angie Carolina Solano - 69 - 75kg - Femenina
- Sebastián Andrés Murillo - 91 kg - Masculina
- Flor Valentina Rodríguez - 48 - 51kg - Femenina
- Jhon Elin Orobio Sinisterra - 57kg - Masculina
- Roxana Esperanza Briceño Flores - 64 - 69kg - Femenina
- Yeferson Belalcázar Ramos - 69kg - Masculina
- Cristian Enrique García Hernández - 75kg - Masculina
- Sebastián David Moreno Mena - 81kg - Masculina

### Canotaje
- Canotaje velocidad - C2 500 m - Femenina

### Ciclismo BMX
- Mateo Carmona García - Carrera masculina
- Manuela Martínez Agudelo - Carrera femenina
- Juan Camilo Ramírez Valencia - Carrera Masculina

### Ciclismo de montaña
- Angie Milena Lara Zarazo - Cross country femenina
- Nelson Duván Peña - Cross country - Masculina
- Ana María Roa Muñoz - Cross country - Femenina

### Ciclismo en pista
- Marianis Salazar Sánchez - E6 - Keirin - Femenina
- Cristian David Ortega Fontalvo - E10 - Keirin - Masculina
- Anderson Arboleda Ruiz - E2 - Ómnium - Masculina
- Lina Marcela Hernández Gómez - E9 - Ómnium - Femenina
- E1 - Persecución por equipos - Femenina
- E8 - Persecución por equipos - Masculina
- Cristian David Ortega Fontalvo - E5 - Velocidad - Masculina
- Marianis Salazar Sánchez - 	E7 - Velocidad - Femenina
- E4 - Velocidad por equipos - Masculina
- E3 - Velocidad por equipos - Femenina
- Valeria Cardozo Cabrera - 	E6 - Keirin - Femenina
- E11 - Madison - Femenina
- Carlos Daniel Echeverri Cardona - E5 - Velocidad - Masculina

### Clavados
- Steffanie Madrigal Velásquez - E6 - Trampolín 3 metros - Femenina
- Steffanie Madrigal Velasquez - E3 - Trampolín 1 metro - Femenina

### Halterofilia
- Arley Fernando Bonilla - +109kg - Masculina
- Luis Miguel Quiñones - 	109kg - Masculina
- Concepción Usuga Correa - 59kg - Femenina
- Estiven Jose Villar - 61kg - Masculina
- Julieth Alejandra Rodriguez Quintero - 64kg - Femenina
- Juan Camilo Martínez López - 73kg - Masculina
- Yeison Adolfo López Cuello - 96kg - Masculina
- Sirley Daniela Montaño Granja - 87kg - Femenina
- Antonina Moya Mena - 55kg - Femenina

### Gimnasia artística
- Daniel Esteban Villa Ruiz - Barra fija - Masculina
- Equipos - Masculina

### Judo
- Duvan Nieto Ayala - 	-100kg - Masculina
- Maryury Tatiana Ureña Parra - -48kg - Femenina
- Esteysy Diaz Pestana - -70kg - Femenina
- Gueyler Andrea Colmenares Cristancho -78kg - Femenina

### Natación
- Karen Durango Restrepo - E5 - 200m mariposa - Femenina
- Santiago Ángel Corredor Zabala - E2 - 400m libre - Masculina
- Juan Manuel Morales Restrepo - E23 - 800m libre - Masculina
- Juan Manuel Morales Restrepo - E34 - 1500m libre - Masculina
- Juan Manuel Morales Restrepo - E10 - 200m libre - Masculina
- Jimena Leguizamon Leal - E13 - 200m espalda - Femenina
- E29 - 4x200m libre relevos - Femenina
- E30 - 4x200m libre relevos - Masculina
- Valentina Becerra Quintanilla - E11 - 100m mariposa - Femenina
- Santiago Ángel Corredor Zabala - E10 - 200m libre - Masculina
- Karen Durango Restrepo - E9 - 200m libre - Femenina
- Samantha Antonela Baños - E5 - 200m mariposa - Femenina
- Juan Manuel Morales Restrepo - E2 - 400m libre - Masculina
- E24 - 4x100m combinado relevos - Mixta
- E35 - 4x100m combinado relevos - Femenina
- E36 - 4x100m combinado relevos - Masculina
- E7 - 4x100m libre relevos - Femenina
- E8 - 4x100m libre relevos - Masculina
- E15 - 4x100m libre relevos - Mixta
- Camilo Andrés Marrugo - E26 - 50m libre - Masculina

### Patinaje de velocidad
- Juan Jacobo Mantilla Pinilla - 1,000m sprint - Masculina
- Gabriela Isabel Rueda Rueda - 1,000m sprint - Femenina
- Juan Jacobo Mantilla Pinilla - 	10,000m eliminación - Masculina
- Gabriela Isabel Rueda Rueda - 10,000m eliminación - Femenina
- Valeria Rodríguez López - 200 meta contra meta - Femenina
- Valeria Rodríguez López - 500m + distancia - Femenina
- Salomón Enrique Carballo Arrieta - 200 meta contra meta - Masculina

### Skateboarding
- Juan Carlos Polanía - Street - Masculina

### Squash
- Dobles - Masculino
- Dobles - Mixta
- Dobles - Femenina
- Equipos - Masculino
- Matías Knudsen Martin - 	Individuales - Masculina
- Lucía Paola Bautista Sarmiento Sarmiento - Individuales - Femenina

### Taekwondo
- Jhon Deivi Garrido Reyes -58 kg - Masculina
- María Helena Álvarez Lozano - 49 kg-57 kg - Femenina

### Tiro con arco
- María Valentina Suárez Osorio - Compuesto individual - Femenina
- Compuesto mixto - Mixta
- Allyx Jhobana Zuluaga Robles - Recurvo individual - Femenina
- Pablo Gómez Zuluaga - 	Compuesto individual - Masculina
- Recurvo mixto - Mixta